# 大台南公車棕4線
大台南公車棕4線由新營客運營運，為棕支線8條路線之一。起站由新營站出發，經由新營轉運站、鹽水、義竹、牛挑灣後，終點行駛至朴子轉運站，於2021年3月25日由原公路客運7407路改制。

## 歷史
- 2016年5月1日：繞駛牛挑灣里內，於「溪州」及「松梅國小」間增設「後松華」、「梅華」、「東牛挑灣」、「前松華」4站。
- 2020年1月16日：原「新營總站」更名為「新營站」，「圓環」站更名為「圓環（第一銀行）」，「三民路口」站更名為「新營醫院」，「新營漁市場」站更名為「新營魚市場」。
- 2020年7月1日：配合朴子轉運站啟用，由原「朴子」站增駛至「朴子轉運站」（停靠第4月台）。
- 2020年7月1日：原「齊普」站更名為「新營區停2停車場」。
- 2020年12月25日：新增「新營轉運站」招呼站。
- 2021年3月25日：公路總局同意公路客運7407路經營權移撥給臺南市政府，市府納入棕4支線繼續營運。[3][4]
- 2021年3月25日：新增「中營興業里」、「護庇宮」招呼站，原「義稠里」站更名為「義中里」。
- 2022年7月14日：原「統聯客運」站更名為「高公局新營工務段」。
- 2022年12月28日：新增「復興、金華路口」招呼站。

## 路線基本資料
- 全程行車里程數：33公里
- 全程行車時間：約60分
- 主要行經主要行駛新營區三民路、復興路、市道172號、台19線

### 停站
參見下方站牌路線圖。

### 配車
- 2011年 兩輛HINO RK8JRSA：745-FS、748-FS
- 2013年 一輛HINO RK8JRSA：FAF-511
- 2013年 兩輛TOYOTA COASTER XZB50L ZEMSYR：849-FS、507-U9
- 2014年 一輛HINO RK8JRVA-KJF：506-U9
- 2014年 一輛TOYOTA COASTER XZB50L ZEMSYR：526-U9
- 2015年 一輛DAEWOO BS120SN：629-U9
- 2018年 一輛HINO RK8JRVA-KJF：KKA-7625
- 2019年 一輛Master MB120NS：KKA-7691
- 以上為較常行駛車輛，其餘時段亦有他車行駛

### 收費
- 依里程計費，刷卡前8公里免費，轉乘再優惠9元。

## 相關連結
- 新營客運
- 大台南公車
- 大台南公車路線列表

## 外部連結
- 大台南公車棕4線路線圖&時刻表
- 大台南公車 （页面存档备份，存于）
- 新營客運 （页面存档备份，存于）